# Naturix
Naturix je česká plošinovka z roku 1994. Hru vytvořil pro Osmibitové počítače Atari Radek Štěrba (Raster Soft). Hra obsahuje prvky adventury.

## Vývoj
Autorem hry je Radek Štěrba. Štěrba se programování věnoval již od konce 80. let. Naturixe vyvíjel během svých studií na Palackého univerzitě. Vývoj konzultoval se svým přítelem Robertem Knillem, s nímž předtím spolupracoval na řadě herních projektů. Knill mimo jiné ovlivnil vzhled hlavní postavy, kdy Štěrbu přesvědčil, aby jej změnil. Naturix vyšel v roce 1994 jako komerční hra. Sám Štěrba jej považoval za vrchol své tvorby a uvažoval i o pokračování. V roce 1999 jej Štěrba vydal v časopise Flop, kde jej také uvolnil jako freeware. Hra zde vyšla spolu se hrou Gunhead od Roberta Knilla a také s dalšími hrami od Radka Štěrby.

## Příběh a hratelnost
Hra je zasazena do cizí sluneční soustavy. Zde je planeta Naturland. Na ní žije rasa Naturixů, typická svým propojením s přírodou. Na nejvzdálenějším měsíci Naturlandu byla vybudována základna určená k zásobování energií. Hráč se ujímá Naturixe, který tam je poslán pro zásoby energie. Po příletu však zjišťuje, že základna byla obsazena nepřátelskými tvory a stroji. To mu úkol ztěžuje.
Hráč ovládá postavu Naturixe a musí najít 4 bedny a navigační přístroj. Herní svět je rozlehlý, tvoří jej 124 obrazovek. Během plnění úkolu je také nutné plnit logické úkoly a najít několik klíčů. Nepřátele lze zabít s pomocí zásobníků s laserovými střelami. Také lze použít doplňovače energie, které vyléčí Naturixova zranění.
Jakmile hráč získá potřebné předměty, tak se musí přemístit k raketě a hra končí animací, kdy na ní Naturix odletí domů.